# احمد راسم نفیس
احمد راسم النفیس (متولد ۲ آگوست ۱۹۵۲م در منصوره مصر) از سیاست مداران و رهبران شیعه در مصر و رئیس التحریر الشیعی (حزب مصری) این کشور است.

## زندگی
احمد راسم نفیس (به عربی: احمد راسم النفیس) در سال ۱۹۵۲م در مصر دیده به جهان گشود. تحصیلات خود را در رشته پزشکی تا حد دکترا ادامه داد و به استادی دانشگاه رسید.

## تغییر مذهب
احمد راسم ابتدا سنی مذهب بود ولی با خواندن کتاب‌هایی چون ابناء الرسول فی کربلا و نیز کتاب لماذا اخترت مذهب الشیعه از علامه امین انطاکی مذهب شیعه را پذیرفت. وی که از اندیشمندان و متفکرین مشهور شیعی در مصر به شمار می‌رود، مثل سایر بزرگان شیعه، رویکردی ضد اسرائیلی دارد.

## تالیفات
وی دارای ۳۰ تألیف مختلف است و بیشتر آثارش در زمینه شیعه و اسلام است. از جمله الطریق الی مذهب اهل البیت.

## مقام فعلی
وی علاوه بر اینکه در سال ۲۰۱۱ حزب وحدت و حریت را در مصر بنا نهاد در حال حاضر از رهبران شیعیان مصر و رئیس حزب شیعی «التحریر» این کشور و از اندیشمندان مصری به شمار می‌رود. وی نسبت به دستگیری شخصیت‌های شیعی مخالف دولت به حکومت مصر اعتراضاتی داشته است. وی همچنین استاد دانشگاه منصوره نیز هست.